# Teevendeal
De Teevendeal was een deels geheime schikking uit 2000–2001 tussen het Nederlandse Openbaar Ministerie (OM) en de drugshandelaar Cees H. Als onderdeel van deze schikking werd een eerder in beslag genomen bedrag van 4,7 miljoen gulden aan H. terugbetaald. De schikking is vernoemd naar toenmalige officier van justitie Fred Teeven, die haar trof. De details ervan werden buiten het zicht van de Belastingdienst en de FIOD gehouden.
Deze geheimhouding leidde vanaf 2014 tot 2017 tot een slepend politiek schandaal. Teeven, destijds staatssecretaris van Veiligheid en Justitie, minister Ivo Opstelten, Tweede Kamervoorzitter Anouchka van Miltenburg en Opsteltens opvolger Ard van der Steur traden als gevolg van de "bonnetjesaffaire" af.

## Inhoud van de schikking
Cees H. werd in 1994 veroordeeld tot vier jaar celstraf wegens grootschalige, internationale hasjhandel. Na zijn veroordeling probeerde het OM hem bovendien 500 miljoen gulden aan geschatte onrechtmatige winsten af te nemen. Na onderzoek door de FIOD werd de schatting teruggebracht tot 21,7 miljoen. Het OM legde nog in 1994 beslag op H.'s bankrekeningen in Luxemburg, met daarop een saldo van enkele miljoenen, maar de ontnemingsprocedure kwam eind dat jaar stil te liggen.
In 1998 begonnen Teeven en zijn collega Ben Swagerman onderhandelingen met H.'s advocaat Piet Doedens om tot een schikking te komen. In 2000 werd overeengekomen dat H. een boete van 750.000 gulden zou betalen; na aftrek hiervan werd het saldo op zijn bankrekeningen aan hem teruggegeven. Het jaar daarop werden de transacties uitgevoerd.
Teeven besloot om de schikking geheim te houden voor de fiscale autoriteiten in binnen- en buitenland. In plaats van het beslag op H.'s rekeningen op te heffen, werden deze leeggehaald en werd het restsaldo via Doedens naar H. doorgeboekt. Het college van procureurs-generaal werd op zijn beurt niet ingelicht over de geheimhouding, behalve dat twee maanden na het sluiten van de overeenkomst de waarnemend voorzitter van dit college werd geïnformeerd. Deze accordeerde zonder zijn collega's op de hoogte te stellen.

## Onthulling en consequenties
Al in 2002 werden Kamervragen over de deal gesteld naar aanleiding van een uitzending van Reporter, waarin een verband gelegd werd tussen de schikking en de in de jaren 90 ingevoerde plukze-wetgeving. Verantwoordelijk minister Benk Korthals refereerde in zijn antwoord aan een bedrag van twee miljoen gulden dat in beslag zou zijn genomen. Daarop was de affaire twaalf jaar lang geen nieuws.
Pas in 2014 kwam de deal opnieuw in de belangstelling door een uitzending van Nieuwsuur, waarin nadere details werden onthuld en het OM werd beticht van een witwasoperatie ten gunste van H. Concreet bewijs (het "bonnetje" van de transactie) ontbrak aanvankelijk, waardoor discussie ontstond over het precieze bedrag. Verantwoordelijk minister Opstelten vertelde de Tweede Kamer dat bij de schikking een bedrag van ongeveer 1,25 miljoen gulden terugvloeide naar H., maar dat het precieze bedrag niet meer te achterhalen zou zijn. Teeven zei zich het bedrag niet te herinneren, terwijl raadsman Doedens meldde een bedrag van bijna vijf miljoen gulden te hebben ontvangen ten bate van zijn cliënt.
Pas in maart 2015 werd door het Ministerie van Veiligheid en Justitie alsnog het "bonnetje" geleverd: uit een afschrift uit een verouderd financieel computersysteem bleek het werkelijke bedrag 4,7 miljoen gulden te zijn. Opstelten trad af omdat hij de Kamer verkeerd had geïnformeerd, Teeven omdat zijn betrokkenheid bij de oorspronkelijke deal zijn geloofwaardigheid als staatssecretaris had aangetast. Opstelten werd opgevolgd door partijgenoot, op dat moment Kamerlid, Ard van der Steur.

## Commissie-Oosting en verder verloop
De affaire werd vervolgens op verzoek van de Tweede Kamer onderzocht door een commissie onder leiding van de voormalige Nationaal Ombudsman Marten Oosting, die in december 2015 concludeerde dat
- de hoogte van de boete (750.000 gulden) en de reden om het beslag op de rekeningen van H. niet simpelweg op te heffen, niet overtuigend waren onderbouwd,[6]
- er "geen enkele rechtvaardiging [was] voor het bewust onthouden van informatie aan de Belastingdienst omtrent de schikkingsafspraken".[7]

Kort na publicatie van Oostings rapport trad Kamervoorzitter Van Miltenburg af, omdat zij eerder in het jaar een anonieme brief aan de Kamer met details over de Teevendeal had vernietigd. Begin 2016 werd de commissie-Oosting herbenoemd om de gang van zaken omtrent de zoektocht naar het afschrift te onderzoeken, nadat de suggestie was gewekt dat bewindspersonen die hadden gedwarsboomd. "Oosting II" vond geen aanwijzingen voor een doofpotsituatie.
Een jaar later kreeg de affaire een verder vervolg, nadat Nieuwsuur-journalist Bas Haan had gesuggereerd dat Van der Steur nog tijdens Opsteltens bewind informatie over de Teevendeal voor zijn collega-Kamerleden achtergehouden had: met name de wetenschap dat Teeven zich het precieze bedrag in 2015 wél wist te herinneren. In januari 2017 viel ook Van der Steur over de affaire.

## Erkenning fouten
In oktober 2019 erkende (oud-)minister van Justitie Ivo Opstelten "cruciale fouten" te hebben gemaakt in de affaire. In de door oud-Volkskrant-journalist Ron Meerhof geschreven biografie Opstelten, een leven in het openbaar bestuur, die op 24 oktober 2019 verscheen, erkende hij dat hij de kwestie rond de dubieuze schikking "totaal heeft onderschat" en dat hij adviezen van zijn ambtenaren negeerde.